# Korabelske, Ohtîrka
Korabelske (în ucraineană Корабельське) este un sat în comuna Polohî din raionul Ohtîrka, regiunea Sumî, Ucraina.

## Demografie
Componența lingvistică a localității Korabelske
     Ucraineană (95,83%)
     Rusă (3,33%)
     Alte limbi (0,83%)
Conform recensământului din 2001, majoritatea populației localității Korabelske era vorbitoare de ucraineană (95,83%), existând în minoritate și vorbitori de rusă (3,33%).